# Club alpino francese
Il Club alpino francese (in francese Club alpin français), generalmente abbreviato in CAF è una associazione alpinistica francese.

## Storia
Fondato nel 1874, il Club si è nel tempo notevolmente evoluto ed ingrandito.
Il primo rifugio costruito da questo Club alpino è stato il rifugio dei Grands Mulets, lungo la storica via di ascensione al Monte Bianco compiuta da Michel Gabriel Paccard e Jacques Balmat nel 1786.
Nel 2005, durante il suo quinto congresso, si è definito come «Federazione francese dei club alpini e di montagna» (in francese, Fédération française des clubs alpins et de montagne - FFCAM) ed ha attualmente più di 200 associazioni affiliate.

## Scopi
Si prefigge come scopo di:
- promuovere la montagna,

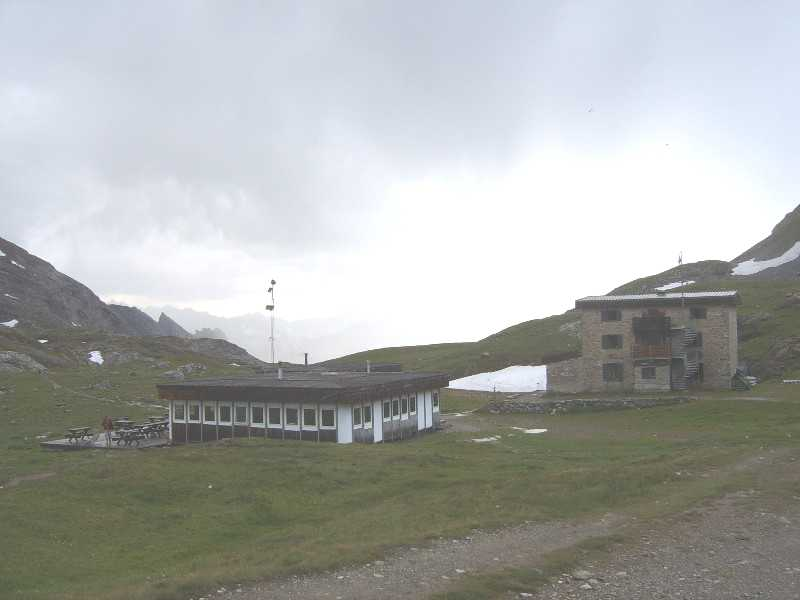
Rifugio al Colle della Vanoise gestito dal Club alpino francese.

- organizzare corsi di formazione e stage per far conoscere la montagna
- gestire 142 rifugi collocati sulle Alpi e sui Pirenei.